# Хвалынские горы
Хвалынские горы — система холмов на правом берегу Волги на севере Саратовской области России. На Приволжской возвышенности выше только Жигулёвские горы.
Расположены в Хвалынском районе Саратовской области, в пределах Хвалынского национального парка. Сложены отложениями мелового периода мезозойской эры, а также в некоторой степени отложениями кайнозойской эры.
Максимальная высота — гора Безымянная (369 м). Другие вершины: гора Калка (285 м), гора Беленькая (345 м), гора Таши (309 м), гора Богданиха (237 м), гора Барминская (340 м), Мордовская Шишка (267 м, у горы село Ульянино).
Вершины и склоны гор покрыты лесом (сосна, липа, дуб, осина, подлесок из бересклета и орешника). Почвенный покров очень разнообразен. Коренные породы (мел, мергель) часто выходят на дневную поверхность.